# Attaque de Machh
L'attaque de Machh est une attaque survenue le 3 janvier 2021 lorsqu'un groupe de militants de l'État islamique au Khorassan ont enlevé puis tué 11 mineurs hazaras à Machh (en), dans la province du Baloutchistan au Pakistan.
Le ministre en chef du Baloutchistan, Jam Kamal Khan, a ordonné à la police d'enquêter sur l'incident et de traduire les auteurs en justice, le Premier ministre pakistanais, Imran Khan, dénonçant l'attaque comme « un acte de terrorisme inhumain ».
Le ministre de l'Intérieur du Pakistan, Rashid Ahmed, a également rendu visite aux familles des victimes et a assuré que les coupables impliqués dans l'attaque seraient traduits en justice à tout prix. Il a exprimé ses condoléances aux familles des victimes et leur a annoncé une compensation. L'attaque a également été condamnée par l'Afghanistan. Le ministère des Affaires étrangères de l'Afghanistan a déclaré que sept citoyens afghans figuraient parmi les 11 mineurs tués au Baloutchistan.

## Protestations
Une vidéo des meurtres des mineurs montre les morts éparpillés sur le sol d'une hutte de village. Les membres de la communauté Hazara ont protesté au Baloutchistan pour demander justice pour les hommes assassinés. Une manifestation organisée par le Majlis Wahdat-e-Muslimeen à Karachi s'est poursuivie pendant trois jours dans plus de vingt endroits de la ville. La communauté hazara et de confession chiite du Baloutchistan a continué un sit-in avec les cadavres pendant six jours consécutifs sur le contournement occidental de Quetta, refusant d'enterrer les mineurs tués.
Le 9 janvier 2021, les mineurs ont été inhumés au cimetière d'Hazara (en)  à Quetta. Le même jour, le premier ministre Imran Khan a atteint Quetta où il a rencontré les familles des mineurs de charbon tués dans l'attaque.

## Revendication
Daech revendique l'attaque dans les termes suivants : « Avec la grâce d'Allah Tout-Puissant, les soldats du califat ont attaqué un rassemblement de râfidhites (hazaras) dans la région (de Bolan) dans le sud-ouest du Pakistan hier, conduisant à la capture de 11 polythéistes, et ils ont tous été tués par égorgement, Allah soit loué. »

## Réaction
Le ministre en chef du Baloutchistan, Jam Kamal Khan, a ordonné à la police d'enquêter sur l'incident et de traduire les auteurs en justice, le Premier ministre pakistanais, Imran Khan, dénonçant l'attaque comme « un acte de terrorisme inhumain ».
Le ministre de l'Intérieur du Pakistan, Rashid Ahmed, a également rendu visite aux familles des victimes et a assuré que les coupables impliqués dans l'attaque seraient traduits en justice à tout prix. Il a exprimé ses condoléances aux familles des victimes et leur a annoncé une compensation. L'attaque a également été condamnée par l'Afghanistan. Le ministère des Affaires étrangères de l'Afghanistan a déclaré que sept citoyens afghans figuraient parmi les 11 mineurs tués au Baloutchistan.